# 2014 AA
2014 AA — небольшой сближающийся с Землёй астероид семейства аполлонов. Диаметр объекта составлял 2-4 метра. Столкнулся с Землёй 2 января 2014 года.  Астероид был открыт 1 января 2014 года Ричардом Ковальски в рамках обзора Маунт-Леммон и в момент обнаружения имел видимую звёздную величину 19m; астероид наблюдался на 1,52-метровом телескопе обсерватории Маунт-Леммон. 2014 AA наблюдался в течение малого периода — дуга наблюдений составила 70 минут, спустя 21 час после обнаружения астероид вошёл в атмосферу.

## Вход в атмосферу
На основе данных об орбите астероида база данных JPL предоставила решение с точностью 3σ при соударении в окрестности 2 января 2014 года в 02:33 UT ± 1 час и 5 минут. Центр малых планет указывал вероятное соударение 2 января 2014 года в  05:00 по всемирному времени ± 10 часов. Независимые вычисления, проведённые Биллом Греем из Центра малых планет и Стивом Чесли из Лаборатории реактивного движения подтвердили, что соударение действительно неизбежно.
Предполагалось, что падающий объект имеет размеры приблизительно как у 2008 TC3, который взорвался над Нубийской пустыней в Судане 7 октября 2008 года. Вычисления, проведённые Чесли, показали, что астероид упадёт на дуге между Центральной Америкой и Восточной Африкой, при этом наиболее вероятное место падения указывалось недалеко от берега Западной Африки. Вычисления Паскуале Трикарико, использовавшие номинальную орбиту, показали, что астероид 2014 AA  войдёт в конус земной тени приблизительно за 40 минут до входа в атмосферу.
Тремя станциями, созданными в рамках договора о всеобъемлющем запрещении ядерных испытаний, был зарегистрирован инфразвуковой сигнал. Питер Браун и Питер Дженнискенс зарегистрировали слабые сигналы от инфразвуковых станций в Боливии, Бразилии и Бермудских островах. 2014 AA вошёл в атмосферу Земли около  03:06 ± 5 минут по всемирному времени, в 3000 км от Каракаса, Венесуэла. Ни один корабль или самолёт не сообщил о наблюдении астероида. Перерасчёт параметров столкновения метеора, основанный на  данных инфразвуковых исследований, позволил определить координаты места падения, соответствующие долготе 44º з.д. и широте 11º с.ш., время столкновения определено как 2456659.618 JD UTC. Подробные численные эксперименты показали, что до соударения 2014 AA подвергался влиянию ряда вековых резонансов и мог двигаться по траектории, аналогичной траектории сближающихся с Землёй астероидов 2011 GJ3, 2011 JV10, 2012 DJ54 и 2013 NJ4; астероиды данной группы испытывают тесные сближения с Землёй и Луной в перигелии и с Марсом в афелии.

## Другие открытия
Ковальски до этого открыл 2008 TC3, первый астероид, открытый до соударения с Землёй по наблюдениям на том же телескопе в октябре 2008 года. Предполагается, что существует около миллиарда сближающихся с Землёй объектов с размерами как у  2014 AA, и соударения с ними происходят несколько раз в год.
Несколько лет спустя в рамках обзора Маунт-Леммон был открыт астероид 2018 LA, который затем упал на юге Ботсваны в июне 2018 года.
22 июня 2019 года на Гавайских островах заметили астероид 2019 MO, который затем при вхождении в атмосферу распался на части примерно в 380 км к югу от города Сан-Хуан на острове Пуэрто-Рико и не достиг поверхности Земли.